# توماس مورغان (لاعب كرة قدم)
توماس مورغان (بالإنجليزية: Thomas Morgan)‏ (30 مارس 1977 بدبلن في جمهورية أيرلندا - ) هو لاعب كرة قدم أيرلندي في مركز الوسط. شارك مع منتخب جمهورية أيرلندا تحت 21 سنة لكرة القدم. أما مع النوادي، فقد لعب مع باتريك أتلتيك وبلاكبيرن روفرز ونادي دوندالك ونادي شيلبورن وKildare County F.C. ‏ وNewry City F.C. ‏ وBray Wanderers F.C. ‏.

## وصلات خارجية
- توماس مورغان على موقع قاعدة بيانات كرة القدم.إي يو (الإنجليزية)